# Garry Kenneth
Garry Kenneth (ur. 21 czerwca 1987 w Dundee) – szkocki piłkarz występujący na pozycji obrońcy.

## Kariera klubowa
Kenneth zawodową karierę rozpoczynał w 2004 roku w zespole Dundee United ze Scottish Premier League. W tych rozgrywkach zadebiutował 5 marca 2005 roku w przegranym 0:2 pojedynku z Motherwell. W tym samym roku dotarł z zespołem do finału Pucharu Szkocji, jednak ekipa Dundee uległa tam Celtikowi. 25 lutego 2006 roku w zremisowanym 1:1 spotkaniu z Dunfermline Athletic Kenneth strzelił pierwszego gola w Scottish Premier League. W 2007 roku, od marca do kwietnia przebywał na wypożyczeniu Cowdenbeath ze Scottish Second Divison. W 2008 roku został wybrany najlepszym młodym piłkarzem Scottish Premier League w marcu. W tym samym roku dotarł z klubem do finału Pucharu Ligi Szkockiej, jednak zespół Dundee przegrał tam z Rangers. W 2010 roku Kenneth zdobył z klubem Puchar Szkocji.

## Kariera reprezentacyjna
Kenneth jest byłym reprezentantem Szkocji U-19, U-20 oraz U-21. W 2006 roku wraz z kadrą U-19 wywalczył wicemistrzostwo Europy. Z kolei w 2007 roku wraz z drużyną U-20 wziął udział w Mistrzostwach Świata U-20, które Szkocja zakończyła na fazie grupowej.
W pierwszej reprezentacji Szkocji Kenneth zadebiutował 11 sierpnia 2010 roku w przegranym 0:3 towarzyskim meczu ze Szwecją.